# George Howard Williams
George Howard Williams (California, 1871. december 1. – Sarasota, 1963. november 25.) az Amerikai Egyesült Államok szenátora (Missouri, 1925–1926).